# スウィフツ・クリーク

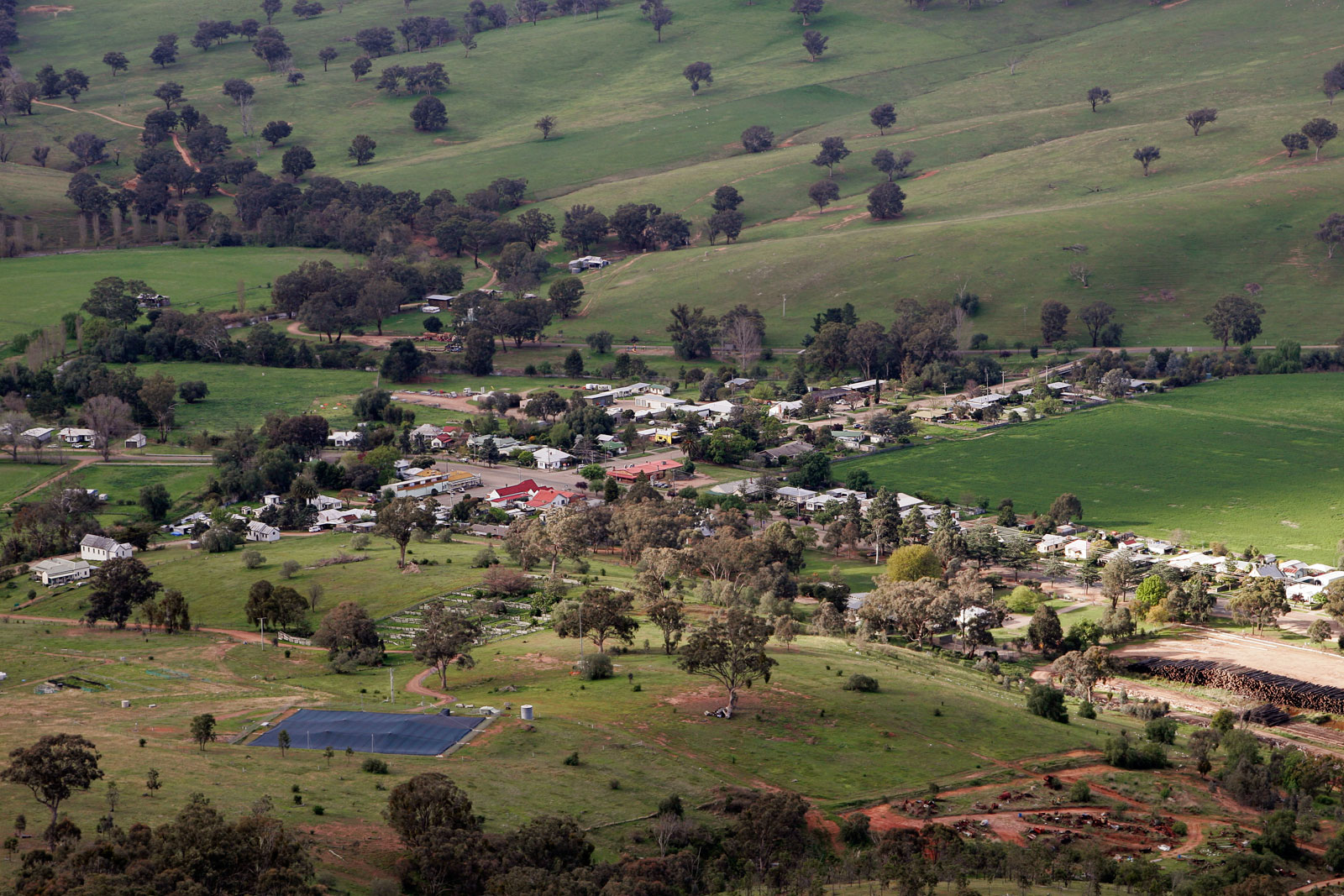
スウィフツ・クリーク

スウィフツ・クリークは、オーストラリアのビクトリア州イーストギップスランドのタンボ渓谷にある町である。州都メルボルンから東に379キロメートル、海抜300メートルであり、オメオとエンセーの間のグレート・アルパイン・ロードにある。1800年代半ばのゴールドラッシュで、ヨーロッパ人が入植したのが始まりである。2011年国勢調査でのスウィフツ・クリークとその周辺地域の人口は419人で、年齢の中央値は47歳であった。

## 歴史
スウィフツ・クリークの地名は、アボリジニの「ブン・ジラー・ギンジー・ムンジー（Bun Jirrah Gingee Munjie）」で、「大きなカンガルーがその場所に行く」という意味である。この名前の通り、今でも大きなオオカンガルーの群れがこの町に出没し、特に夜には道端や、地元のサッカー場、小学校の校庭などでエサを食べる姿をよく見かけることができる。

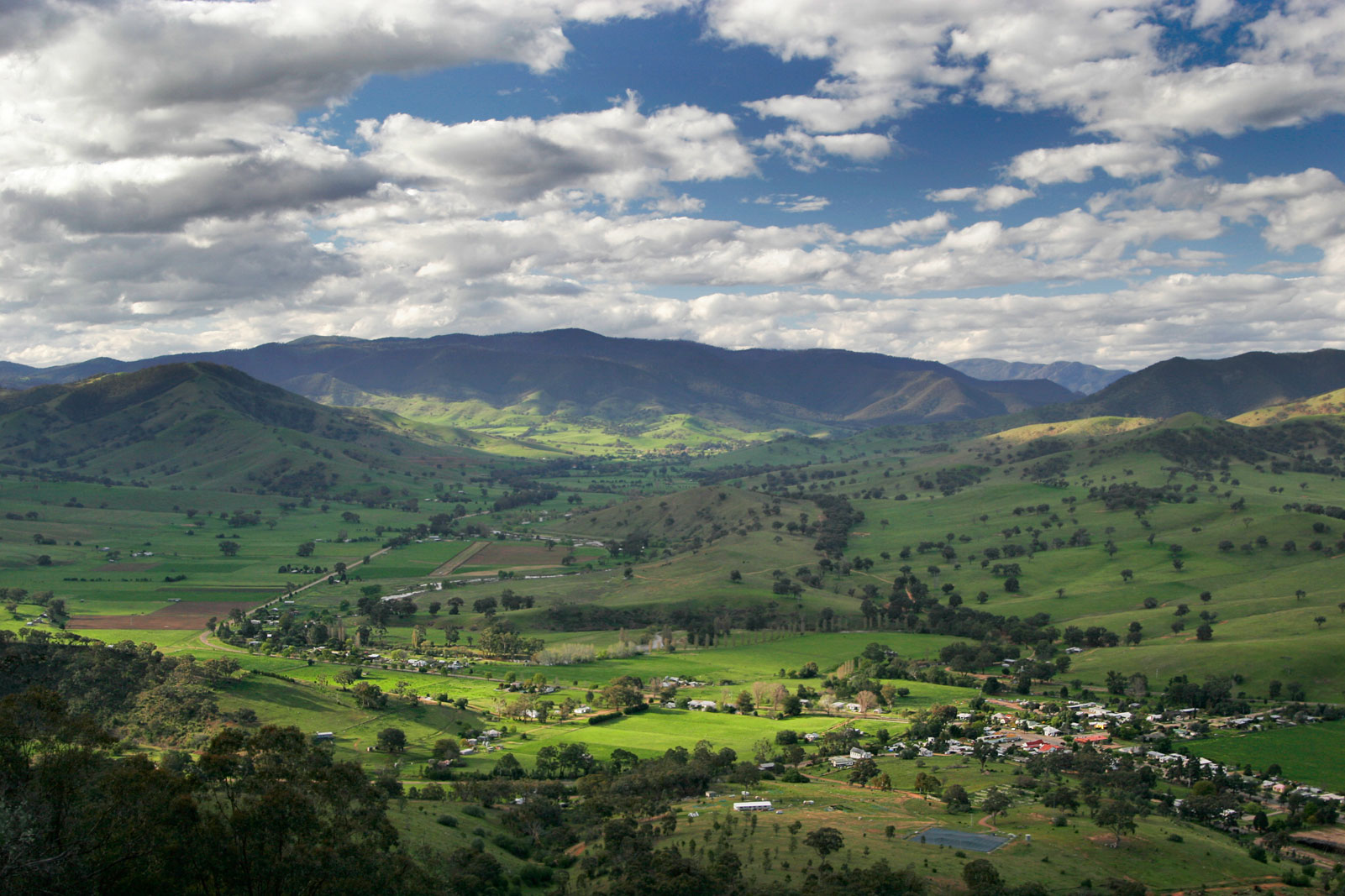
スウィフトズ・クリーク（右下）と周辺の丘陵地、北を望む

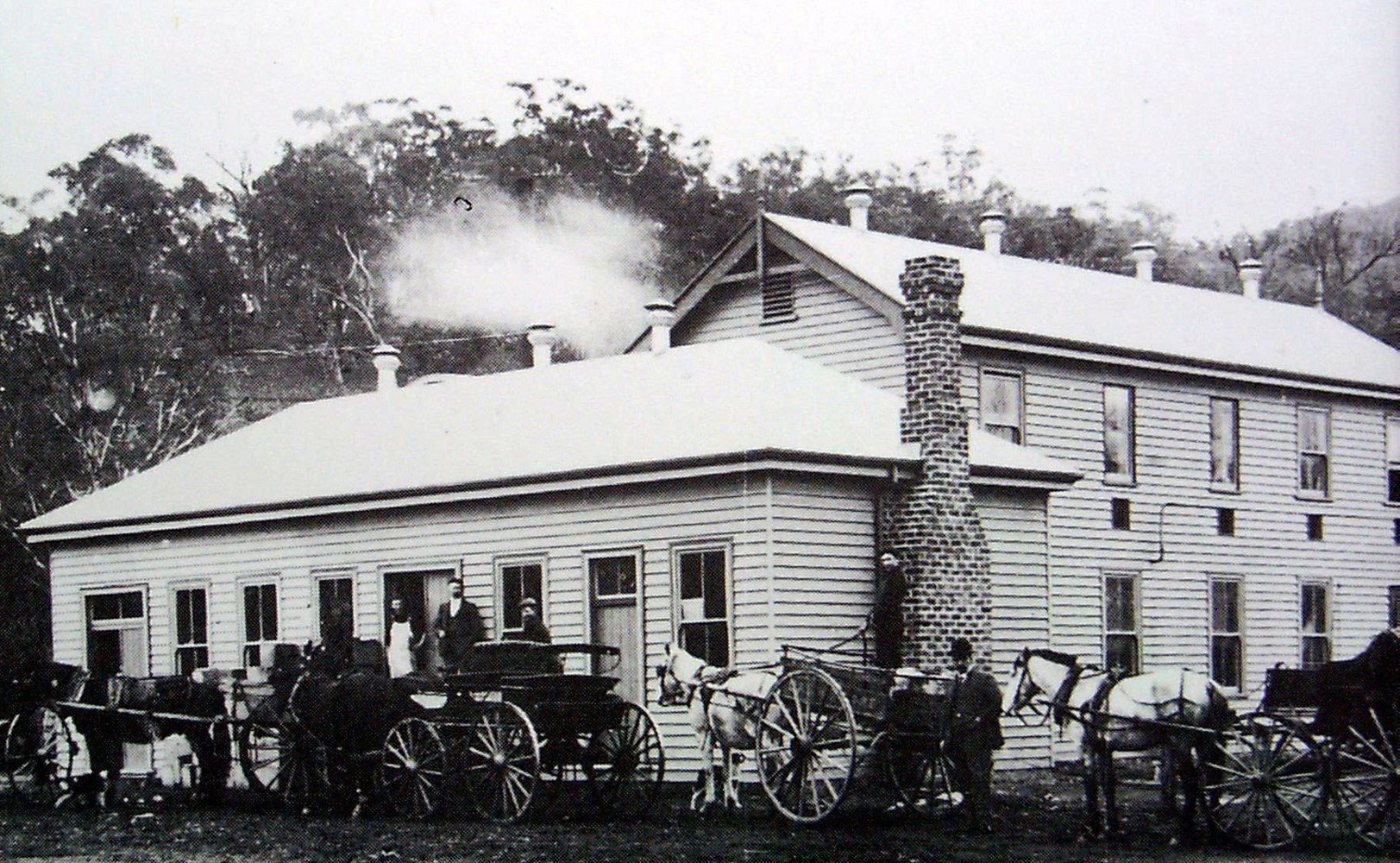
スウィフツ・クリーク・バター工場、1910年頃、オープン直後の様子（本文参照）

町は、スウィフツ・クリークとタンボ川の合流地点に位置している。スウィフツ・クリークという名前は、1850年代にこの川で漂砂鉱床を採掘していた無名の金鉱夫スイフトにちなんで付けられたと言われている。スウィフツ・クリークに沿った道路の分岐点にあったため、町自体はもともと「スウィフツズクリークジャンクション」として知られていた。スウィフツズ・クリーク郵便局は、1867年1月1日に開設され、1879年に閉鎖された。スウィフツズ・クリーク・ジャンクション郵便局は1874年5月1日に開設され、1926年にスウィフツズ・クリーク郵便局と改名された。
1870年代にはMcLarty's Junction Hotelが設立され、店舗やサービス施設、バター工場などがある小さな町が徐々に発展していった。
バター工場は1907年に建設され、最終的に年間50トンを生産し、大部分はメルボルンで販売するために送られた。季節に左右されるため、工場は1946年に閉鎖された。建物はもうないが、町の北端の小川を越えたところにある工場ラインが、かつての工場の跡地を示している。
製粉工場も計画されたが、代わりに1913年に近くの町エンセーに設置された。この工場は、小麦粉、牛乳、バター、クリームなどの地元の需要に応えて建設されたものである。最も近い大きな町ベアンズデールからの荷馬車は、天気の良い日には1週間もかかる距離（現在は車で約1時間）であったため、商品の輸送コストは高くついた。この頃、イアン・エザードが製材所を建設し、金鉱から始まった町が発展するために必要な安定した経済を与えた。一方、周辺のカシリスやトンジオウエストの町は、金が枯渇し、廃れていった。

## 産業

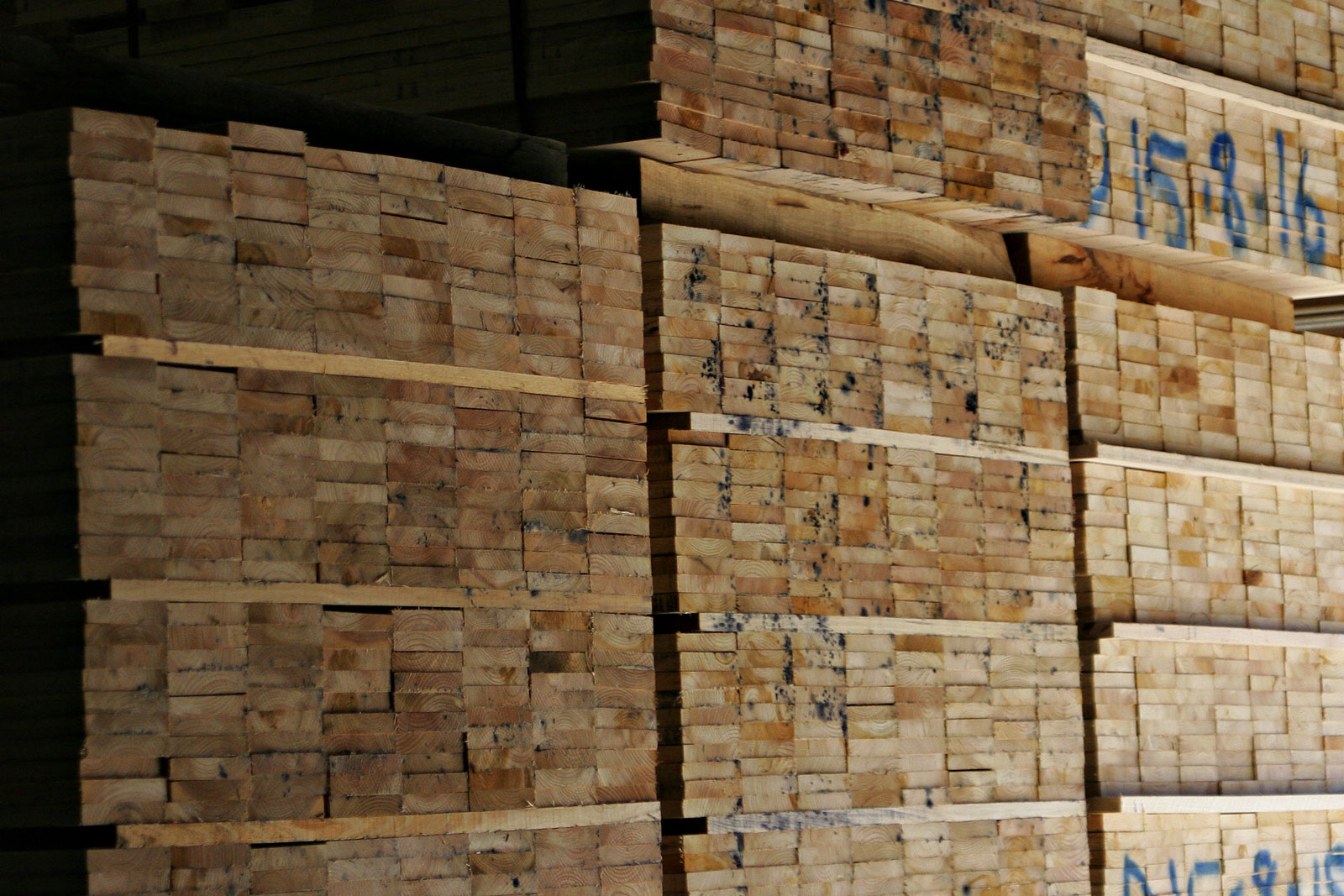
スウィフツ・クリーク製材所の木材パレット

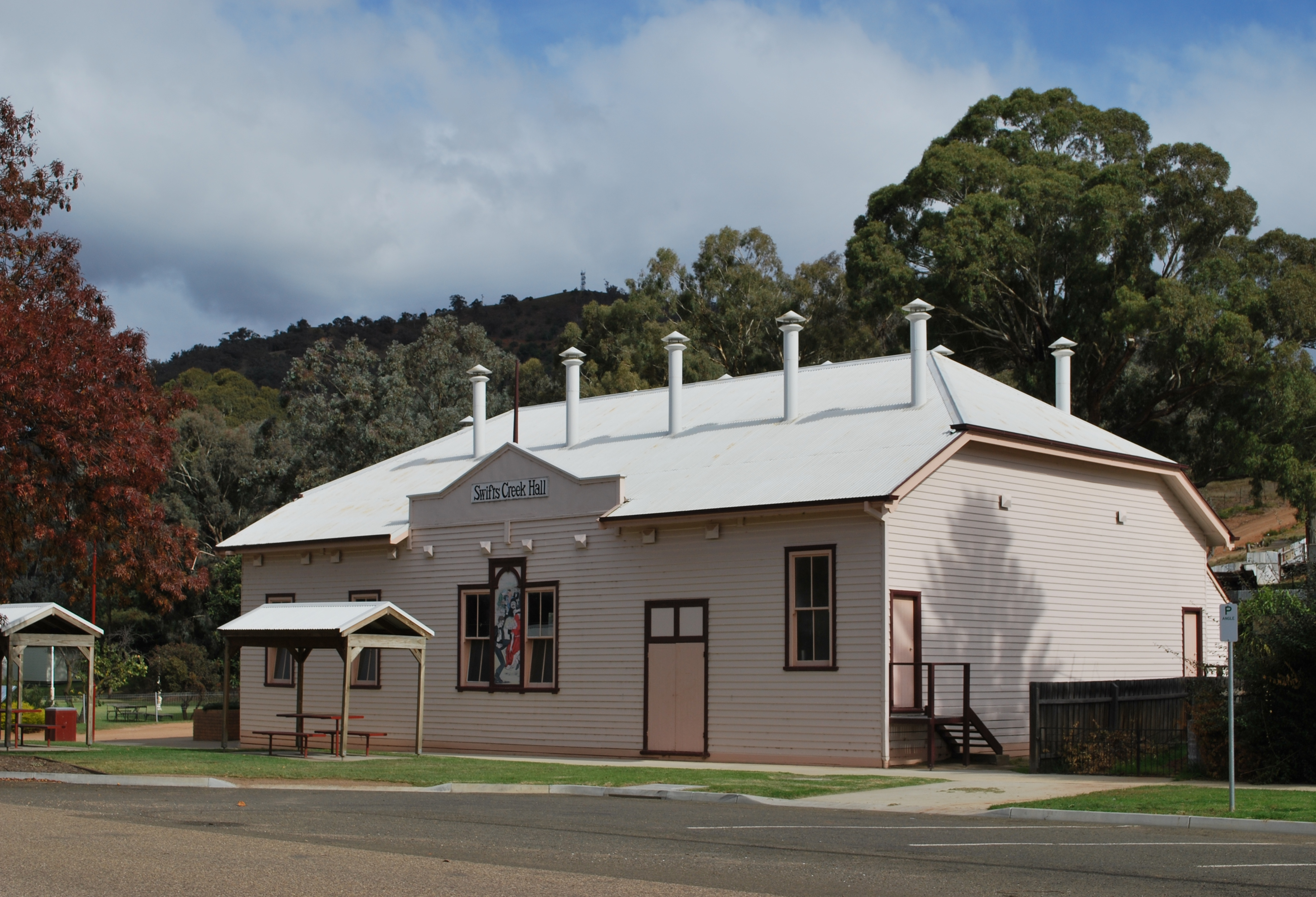
スウィフツ・クリーク・ホール

現在の主な産業は木材と羊・牛の飼育である。Pentarch Groupは2021年6月に製材所を買収し、地元の低級材から木製パレットの製造に特化した工場にした。フランスで設計された先進的なシステムを採用しており、丸太全体を活用することで経済的なプロセスを実現することを目指している。
このほか、現在、町の主な雇用主は、持続可能環境局（DSE）の地方支部、ブッシュ・ナース・センター、政府の小学校・中学校や、ホテル、雑貨店、ギャラリー、カフェ、ベーカリー、郵便局など、小規模な小売店やサービス業も数多くある。また、コミュニティセンター、コミュニティホールもある。

## 観光

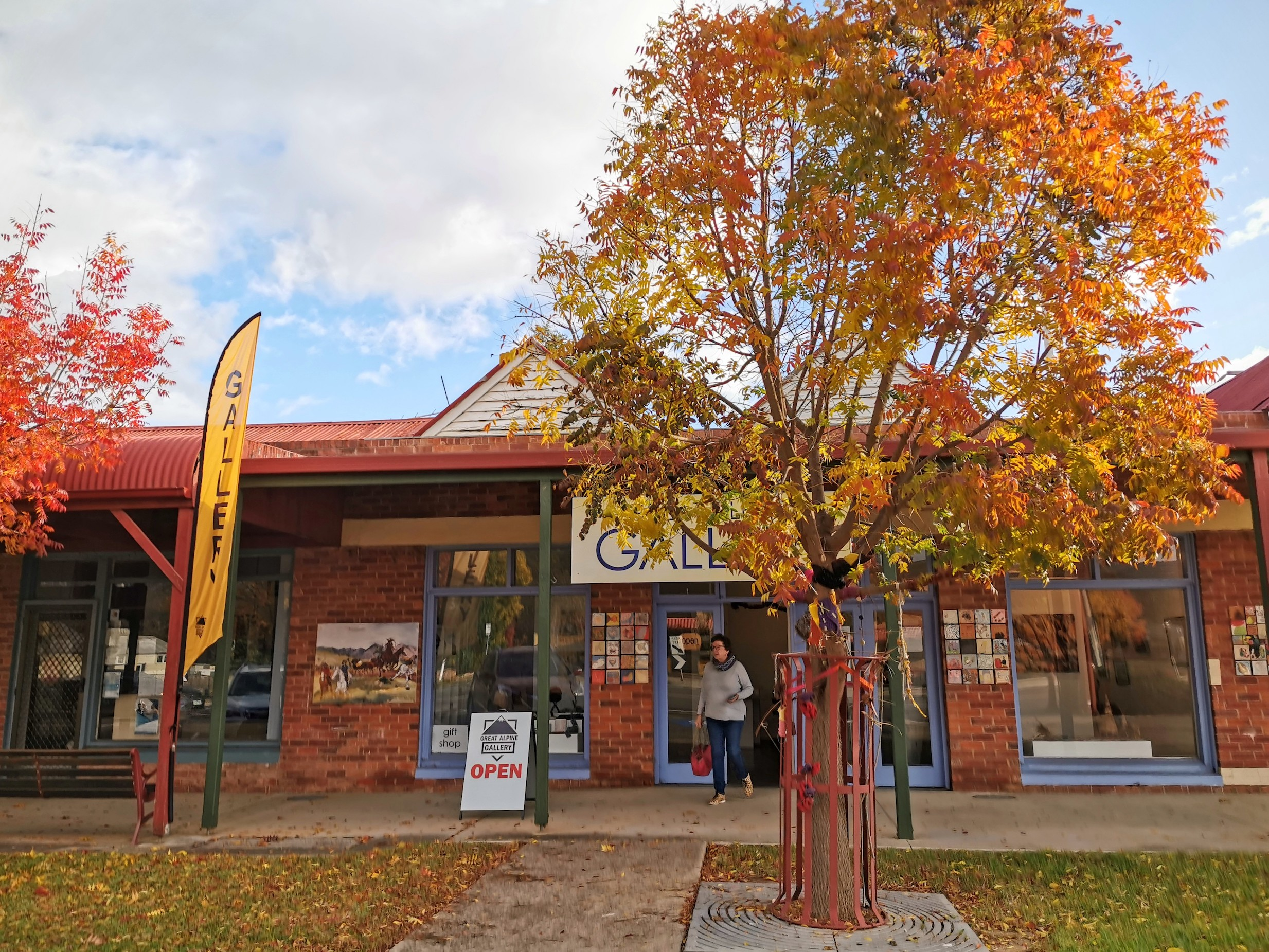
秋のグレート・アルパインギャラリー

この地区は、自然美を誇る地域の中心に位置しているため、観光地としての人気も高まっている。町自体には、ホテルに付随するフラットや、タンボ川沿いの新しく改装されたオートキャンプ場など、限られた観光宿泊施設しかない。しかし、町から5キロほど離れたカシリス（Cassilis）方面にはコテージタイプの宿泊施設があり、宿泊施設のウェブサイトでは多くの家が休暇用のレンタル施設として提供されている。この町は、アルパインエリアやマウント・ホーサムの雪原への玄関口とされているが、サイクリスト、ハイカー、釣り人、写真家、画家、猟師が訪れるエリアにもなっている。
グレート・アルパインロードにあるグレート・アルパインギャラリーは、1998年に設立された非営利のコミュニティアートスペースで、全てボランティアによって運営されている。ギャラリーは、木曜日から月曜日までの週5日オープンしている。ギャラリーの入場は無料であり、どなたでも歓迎される。ギャラリーでは、地元のアーティストによる美術品や工芸品の販売や、ワークショップ、オープンスタジオなどのイベントを定期的に開催しているほか、定期展や年に3回の特別展を開催している。
ポエッツウォークは、町の北端にあるグレートアルパインロードの警察署から始まり、スイフゥツ・クリークに沿ってタンボ川との分岐点まで歩くことができるコースを形成している1.2kmの王冠領。2017年、地元のボランティアグループが長年の放置からコースを再生する作業を開始し、今ではほとんどの人に適したウォーキングコースになっている。熱帯雨林のエリアや工芸品のエリアなど、新しい専門的なエリアができた。2020年8月には、公園のベンチと座席が設置され、トラックも敷設される予定である。また、故ジョン・バトラーの詩「The River」の一節が書かれた6つの石積みのケルンが新たに設置される。また、1998年の洪水の高さを示すケルンもある。

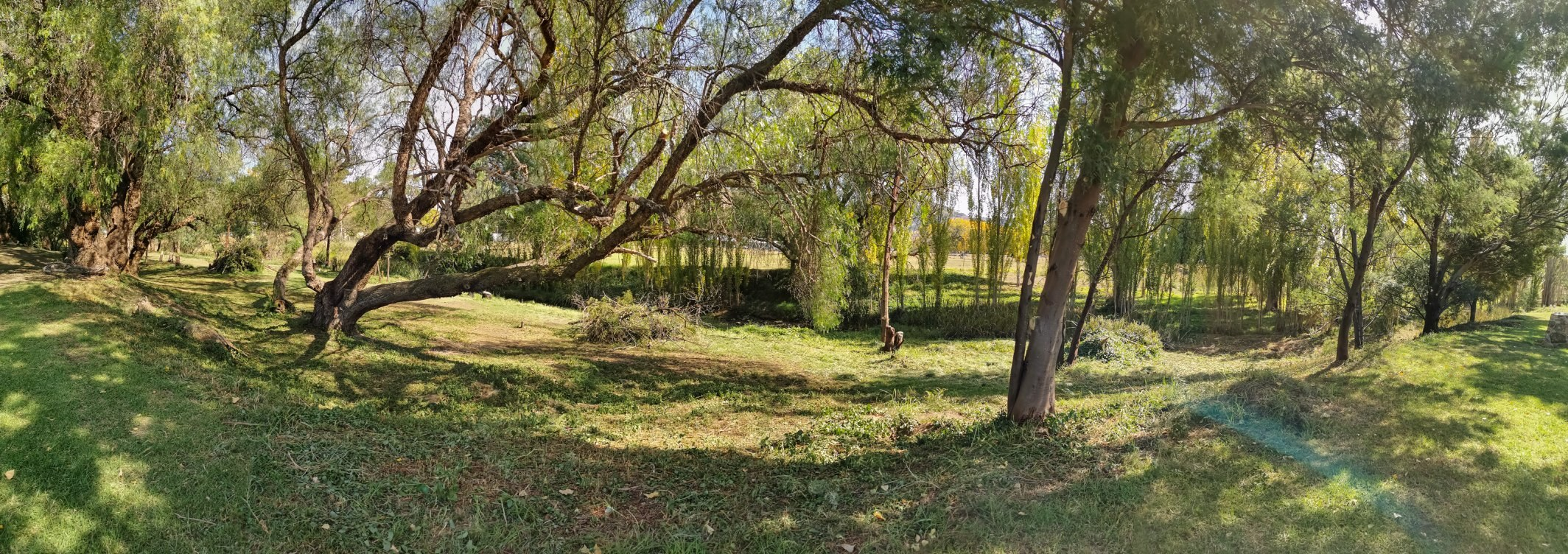
ポエッツウォーク

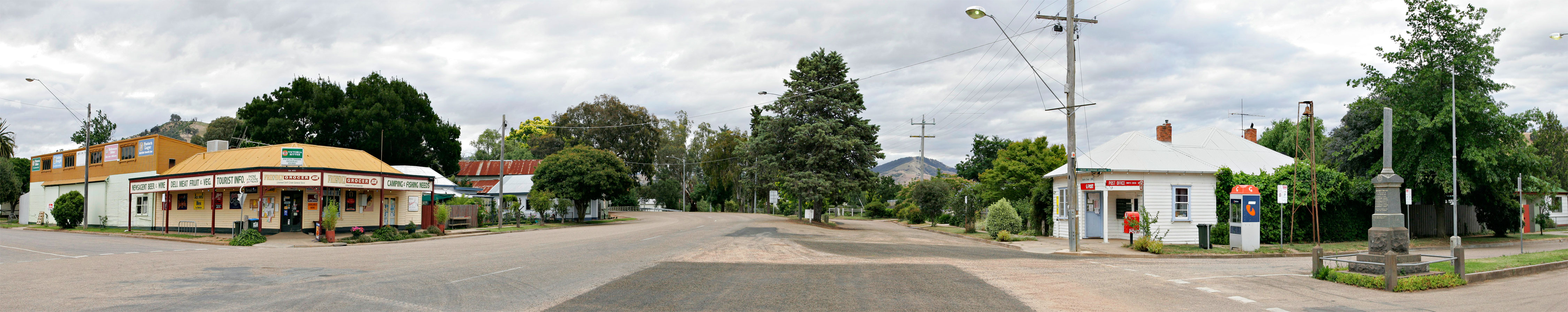
スイフトクリークの中心街。左手に雑貨店、右手に旧郵便局。